# Heinz Holliger
Heinz Holliger, né le 21 mai 1939 à Langenthal dans le canton de Berne, est un compositeur, hautboïste et chef d'orchestre suisse.

## Parcours musical
Après ses premières études aux conservatoires de Bâle et de Berne, où il étudie le hautbois avec Émile Cassagnaud, la composition avec Sándor Veress et le piano avec Sava Savoff, il achève sa formation musicale au Conservatoire national supérieur de musique et de danse de Paris, où il étudie le hautbois avec Pierre Pierlot. Il suit également les cours de composition de Pierre Boulez, ainsi que les cours de piano d'Yvonne Lefébure.
Il remporte le premier prix du prestigieux concours international de Genève en 1959, puis celui de Munich deux ans plus tard. C'est l'un des hautboïstes les plus célèbres au monde et de nombreux compositeurs (Berio, Carter, Ferneyhough, Ligeti, Lutoslawski, K. Meyer, Messiaen, Penderecki, Tōru Takemitsu) lui ont dédié des œuvres dont il a assuré la création.
En septembre 2015, toujours très actif, Heinz Holliger, alors en tournée au Japon, reçoit le premier grand prix suisse de musique à soixante-seize ans, arrivant premier des quinze finalistes et des cinquante candidats.
Il est élu membre de l'Académie des arts de Berlin en 1980.
Il est actuellement professeur au Conservatoire de musique de Fribourg-en-Brisgau en Allemagne.

## Discographie (sélection)
Instrumentiste
- Jean-Marie Leclair, Concerto pour hautbois en ut majeur opus VII n°3 édité par la Guilde internationale du disque 1960 (stéréo), hautboïste : Heinz Holliger, Orchestre de chambre romand, direction : Alain Milhaud.
- Tomaso Albinoni, Intégrale de l'œuvre pour hautbois - I Musici (Philips) et la Camerata Bern (DG)
- Ludwig August Lebrun, Intégrale des concertos pour hautbois (couplé avec celui de Mozart) (DG)
- Concertos italiens - I Musici (Philips)
- Jean-Sébastien Bach, Intégrale des concertos pour hautbois - Academy of St Martin in the Fields (Philips Classics)
- Georg Philipp Telemann, Concertos pour hautbois - Academy of St Martin in the Fields (Philips)
- Georg PhilippTelemann, Partitas pour hautbois seul (Denon)
- Jan Dismas Zelenka, Sonates en trio (ECM)
- François Couperin : Nouveaux Concertos nos 5 à 14 - Thomas Brandis, violon ; Heinz Holliger, hautbois ; Aurèle Nicolet, flûte ; Josef Ulsamer et Laurenzius Strehl, viole de gambe et violons ; Manfred Sax, basson ; Christiane Jaccottet, clavecin (13-18 juin 1975 et 29 août-5 septembre 1975, 2CD Archiv) (OCLC 931310503)

Chef d'orchestre
- Charles Koechlin, Le docteur Fabricius, op. 202 ; Vers la voûte étoilée, op. 129 - Christine Simonin, ondes Martenot ; Radio Sinfonieorchester Stuttgart des SWR (24-26 février 2003, Hänssler Classic) (OCLC 718730976)
- Charles Koechlin, Œuvres vocales avec orchestre - Juliane Banse, soprano ; Radio Sinfonieorchester Stuttgart des SWR (19-23 janvier et 14-17 juin 2004, 2CD Hänssler Classic) (OCLC 840105905)
- Charles Koechlin, Les heures persanes op. 65 (2006, Hänssler Classic) (OCLC 743101581)
- Charles Koechlin, Les bandar-log, op. 176 ; Offrande musicale sur le nom de BACH, op. 187 - Bernhard Haas, orgue ; Michael Korstick, piano ; Christine Simonin, ondes Martenot ; Radio Sinfonieorchester Stuttgart des SWR (11-13 septembre 2007 et 31 août 2008, Hänssler Classic) (OCLC 817047025)
- Charles Koechlin, Magicien orchestrateur : Claude Debussy (Khamma), Charles Koechlin (Sur les Flots lointains), Gabriel Fauré (Pelléas et Mélisande), Franz Schubert (Wandererfantasie), Emmanuel Chabrier (Bourrée fantasque) - Sarah Wegener, soprano ; Florian Hoelscher, piano ; Radio Sinfonieorchester Stuttgart des SWR, dir. Heinz Holliger (2-5 novembre 2010, Hänssler Classic) (OCLC 793080130)

Compositeur
- Induuchlen - Swiss Chamber Soloists : Sylvia Nopper, soprano ; Kai Wessel, contreténor ; Olivier Darbellay, cor naturel ; Matthias Würsch, Percussion, Cymbalum ; Anna Maria Bacher, récitante ; Albert Streich, récitant ; dir. Heinz Holliger (2006-2010, ECM Records 4763977) (OCLC 743198806)

## Filmographie
Ombres – Autour du « Concerto pour violon – Hommage à Louis Soutter » de Heinz Holliger (1997), film documentaire de Edna Politi.